# Bioparc Fuengirola
Le Bioparc Fuengirola est un parc zoologique espagnol situé en Andalousie dans la province de Malaga, à Fuengirola. Il est consacré aux espèces tropicales et adaptées à des milieux forestiers, principalement d'Asie, d'Afrique et des îles indo-pacifiques. Il est exploité par la société Rain Forest Valencia, qui exploite aussi le Bioparc Valencia, dans la Communauté valencienne.
Il a été inauguré en 1978 sous le nom de Zoo de Fuengirola, puis rénové en 1999, et a ensuite changé son nom en Bioparc Fuengirola en 2010.
Membre permanent de l'Association européenne des zoos et aquariums, il s'engage dans la conservation ex situ en participant à des programmes européens pour les espèces menacées (EEP et ESB), et en coordonne un.
En 2014, il a reçu environ 300 000 visiteurs.

## Installations et faune présentée

### Madagascar

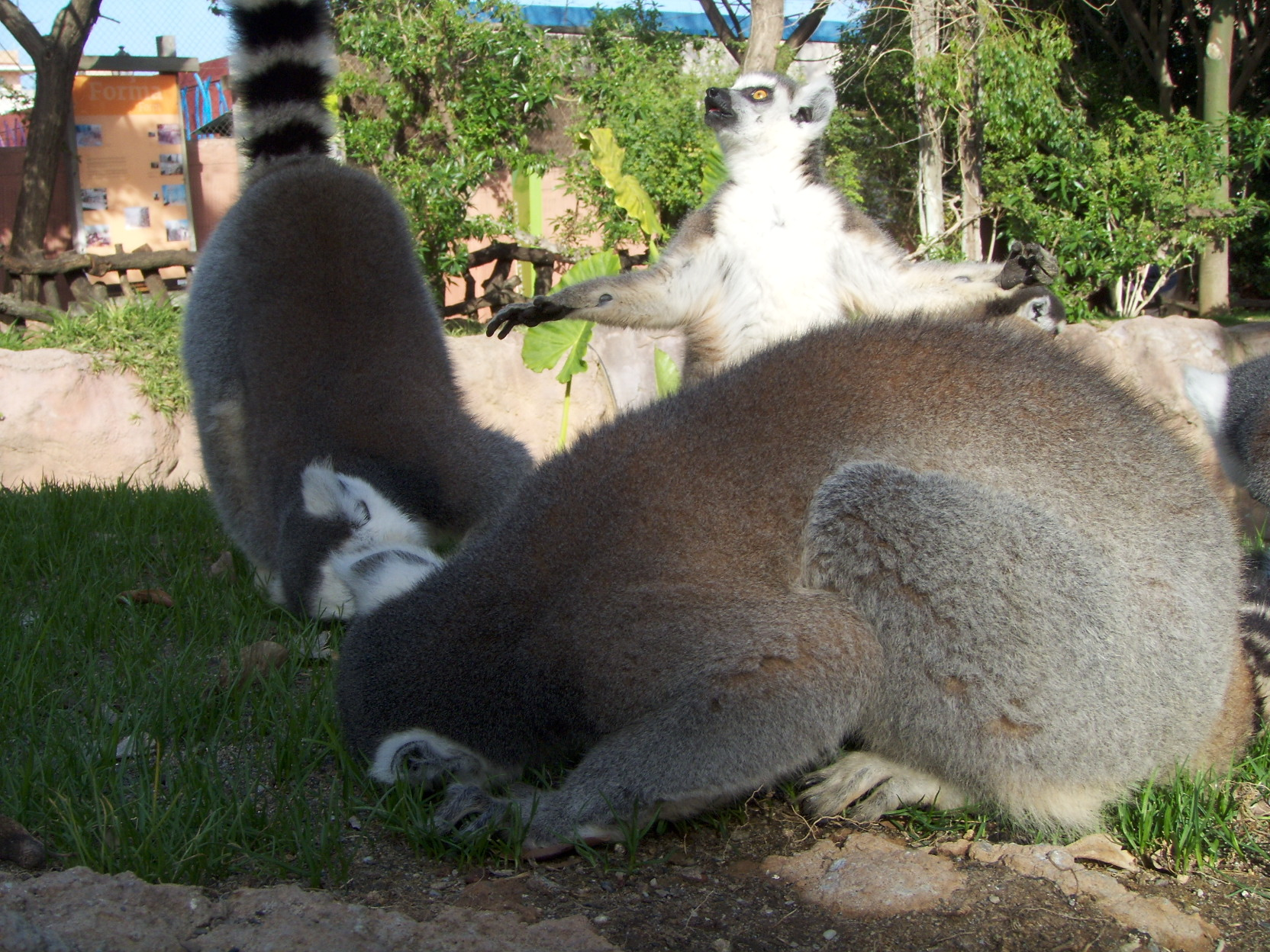
Lémurs catta mangeant au Bioparc Fuengirola

À Madagascar, on trouve une variété intéressante de lémuriens, notamment le Lémur catta (Lemur catta), le Lémur noir (Eulemur macaco macaco), le Vari noir et blanc (Varecia variegata variegata), et le Vari roux (Varecia rubra). En outre, bien que n'étant pas originaire de Madagascar, la Cigogne d'Abdim (Ciconia abdimii) est souvent présentée avec ces lémuriens.

### Afrique équatoriale

#### Zone humide
- Crocodile du Nil (Crocodylus niloticus)
- Flamant rose (Phoenicopterus roseus)
- Flamant nain (Phoenicopterus minor)
- Spatule d'Afrique (Platalea aube)
- Œdicnème tachard (Burhinus capensis)
- Canard à bosse (Sarkidiornis melanotos)
- Canard du Cap (Anas capensis)
- Canard à bec jaune (Anas undulata)
- Canard de Meller (Anas melleri)
- Ouette à ailes bleues (Cyanochen cyanoptera)
- Sitatunga (Tragelaphus spekii gratus)
- Grue royale (Balearica regulorum)
- Tantale ibis (Mycteria ibis)
- Tortue molle du Nil (Trionyx triunguis)

- Plusieurs espèces de poissons du lac Malawi :

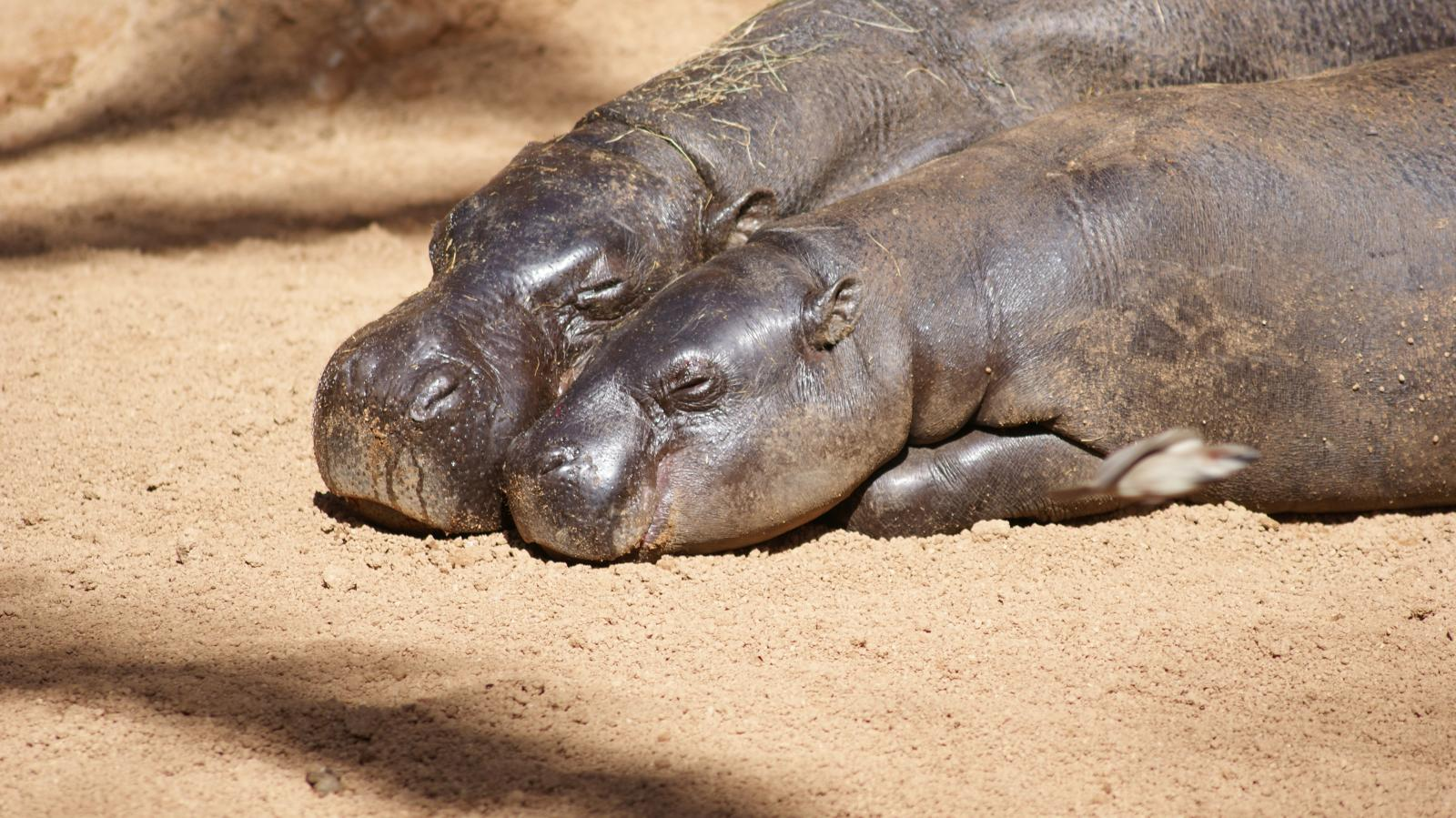
Hippopotame nain

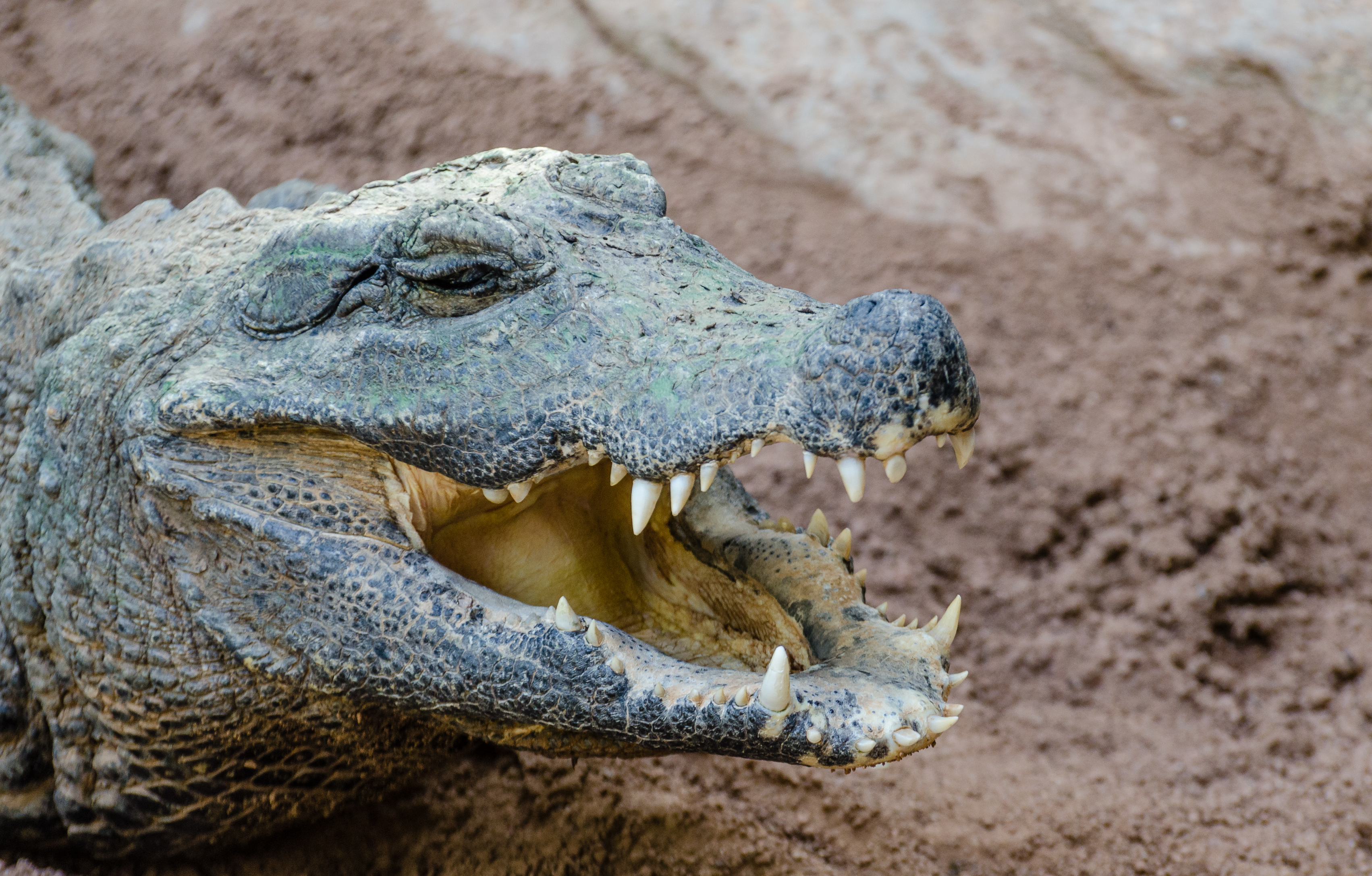
Crocodile nain

- Pseudotropheus lombardoi
- Aulonocara baenschi
- Aulonocara nyassae
- Otaphrynx lithobates
- Hemichromis lifalili
- Carassius auratus auratus
- Ctenopharyngodon idella

#### Rivière de forêt
Le potamochère roux (Potamochoerus porcus pictus), le céphalophe bleu (Cephalophus monticola schultzi), le crocodile nain (Osteolaemus tetraspis), l'hippopotame nain (Choeropsis liberiensis liberiensis) et l'ouette d'Égypte (Alopochen aegyptiacus) sont des espèces fascinantes.

#### Tronc tombé
Le suricate (Suricata suricatta), le porc-épic du Cap (Hystrix africaeaustralis), le gecko diurne de Madagascar (Phelsuma madagascariensis), le python royal (Python regius), l'escargot géant africain (Achatina fulica), le mille-pattes géant africain (Archispirostreptus gigas), le scorpion empereur (Pandinus imperator) et la blatte de Madagascar (Gromphadorhina portentosa) sont des espèces fascinantes aux caractéristiques diverses et captivantes.

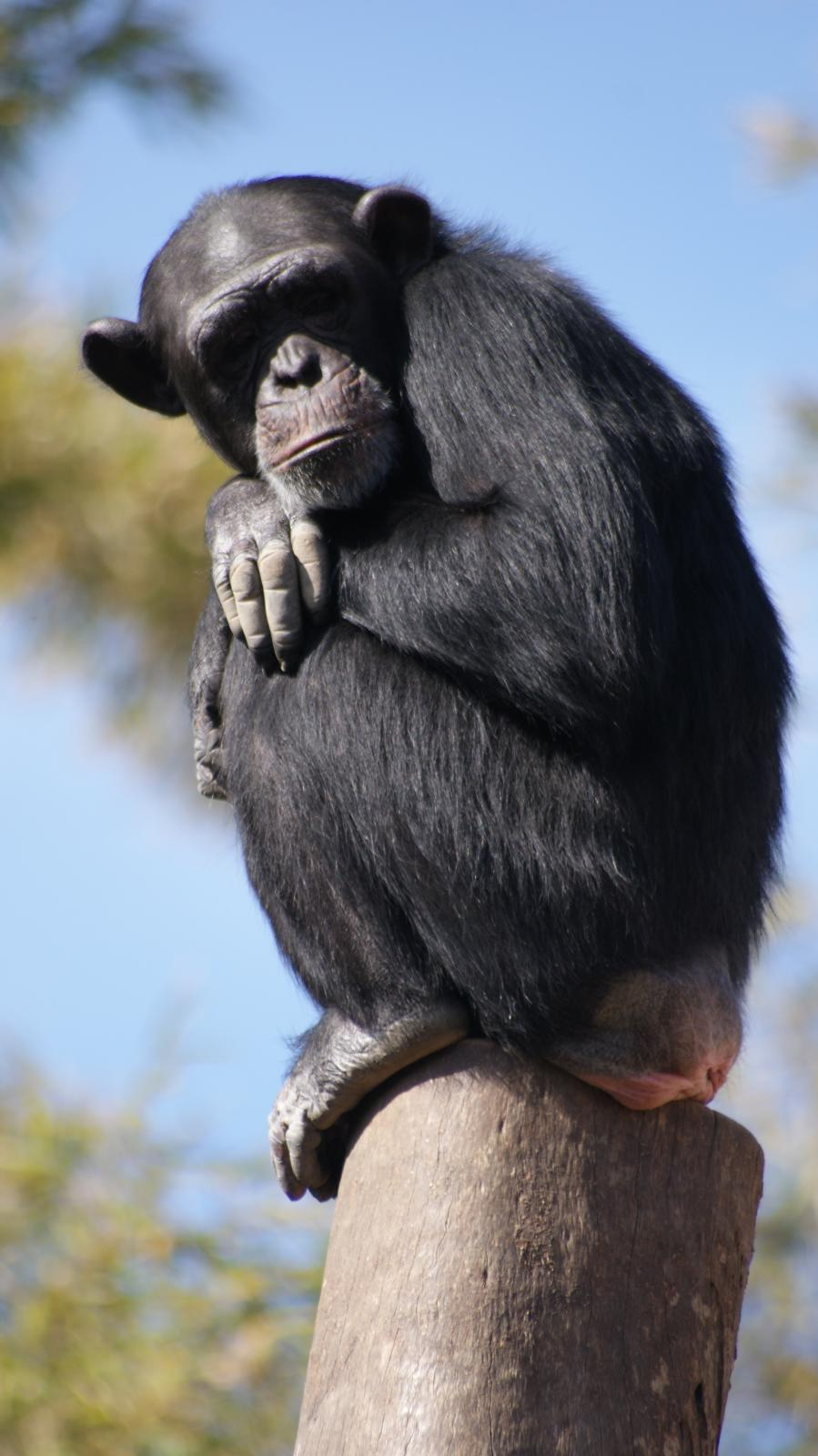
Chimpanzé d'Afrique centrale (Pan troglodytes troglodytes)

#### Vallée du Congo
- Gorille des plaines de l'Ouest (Gorilla gorilla gorilla)
- Cercopithèque de Brazza (Cercopithecus neglectus)
- Bucorve du Sud (Bucorvus leadbeateri)
- Ouette d'Egypte (Alopochen aegyptiacus)
- Chimpanzé d'Afrique centrale (Pan troglodytes troglodytes)
- Serval (Leptailurus serval)
- Colobe guéréza (Colobus guereza kikuyensis)
- Talapoin du Nord (Miopithecus ogouensis)
- Léopard du Sri Lanka (Panthera pardus kotiya)
- Carpes : Carassius auratus auratus et Ctenopharyngodon idella.

### Asie tropicale

#### Temple d'Angkor

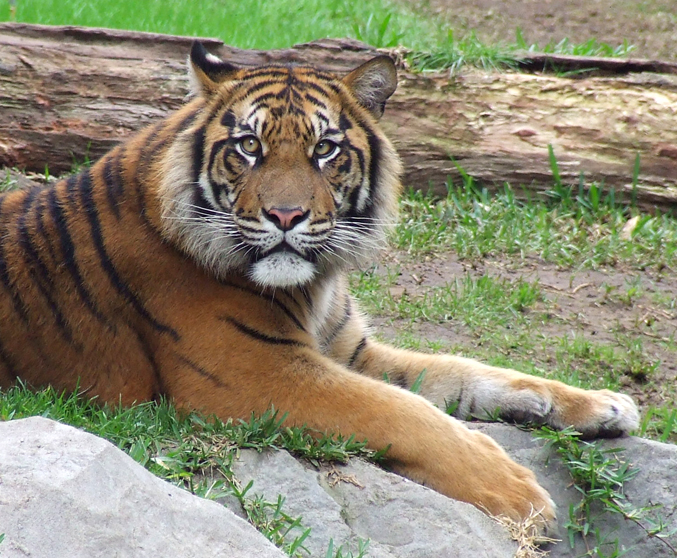
Tigre de Sumatra

- Tigre de Sumatra (Panthera tigris sumatrae)

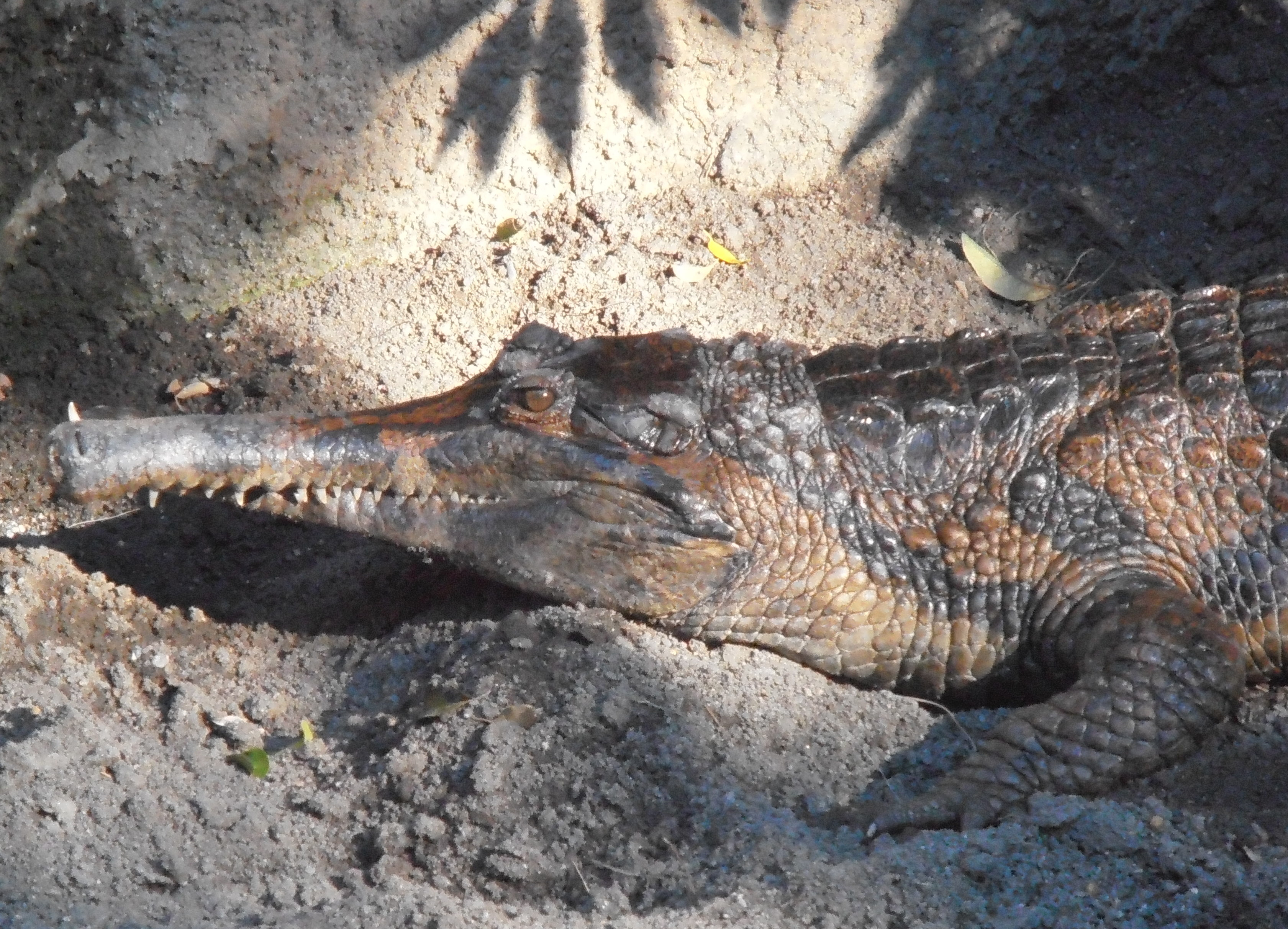
Faux-gavial de Malaisie

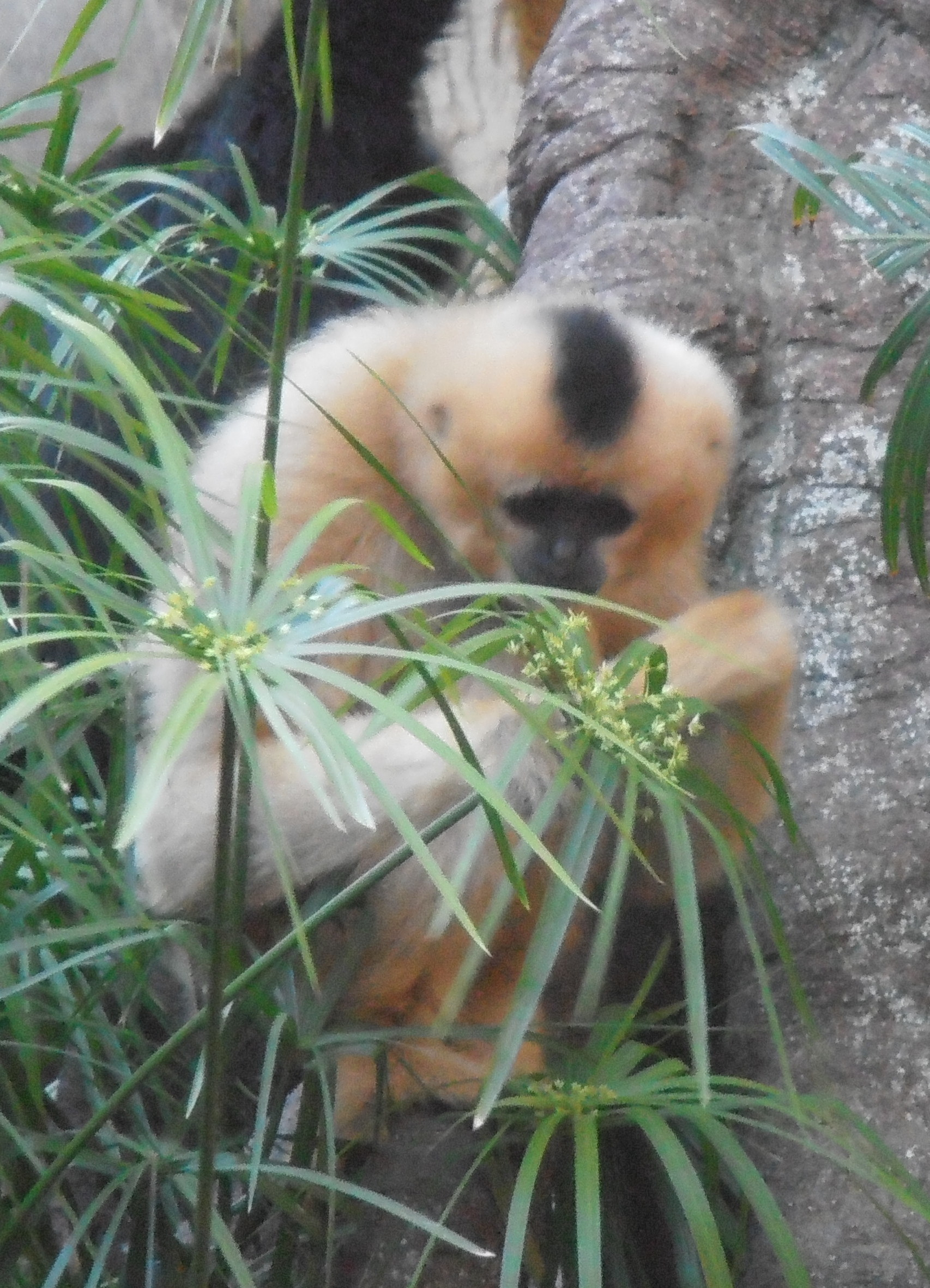
Gibbon à favoris roux

#### Forêt de rive
- Canard mandarin (Aix galericulata)
- Paon spicifère (Pavo muticus muticus)
- Binturong (Arctictis binturong)
- Gibbon à favoris roux (Nomascus gabriellae)
- Cerf du Prince Alfred (Cervus alfredi)
- Tapir de Malaisie (Tapirus indicus)
- Cormoran pie (Phalacrocorax melanoleucos)
- Tadorne radjah (Tadorna radjah)
- Canaroie semipalmée (Anseranas semipalmata)
- Oie à tête barrée (Anser indicus)
- Muntjac de Reeve (Muntiacus reevesi)
- Orang-outan de Bornéo (Mets pygmaeus)
- Dhole (Cuon alpinus)
- Loutre cendrée
- Casoar à casque (Casuarius casuarius)
- Faux-gavial de Malaisie (Tomistoma schlegelii)
- Tortue géante asiatique de bassin (Heosemys grandis)
- Tortue à nez de cochon (Carettochelys insculpta)
- Barbus schwanefeldi
- Requin Pangasius hypophthalmus
- Poisson chat Clarias batrachus

#### Orée du bois
- Calao rhinocéros (Buceros rhinoceros silvestris)
- Écureuil (Callosciurus prevosti rafflesi)

#### Volière des bois

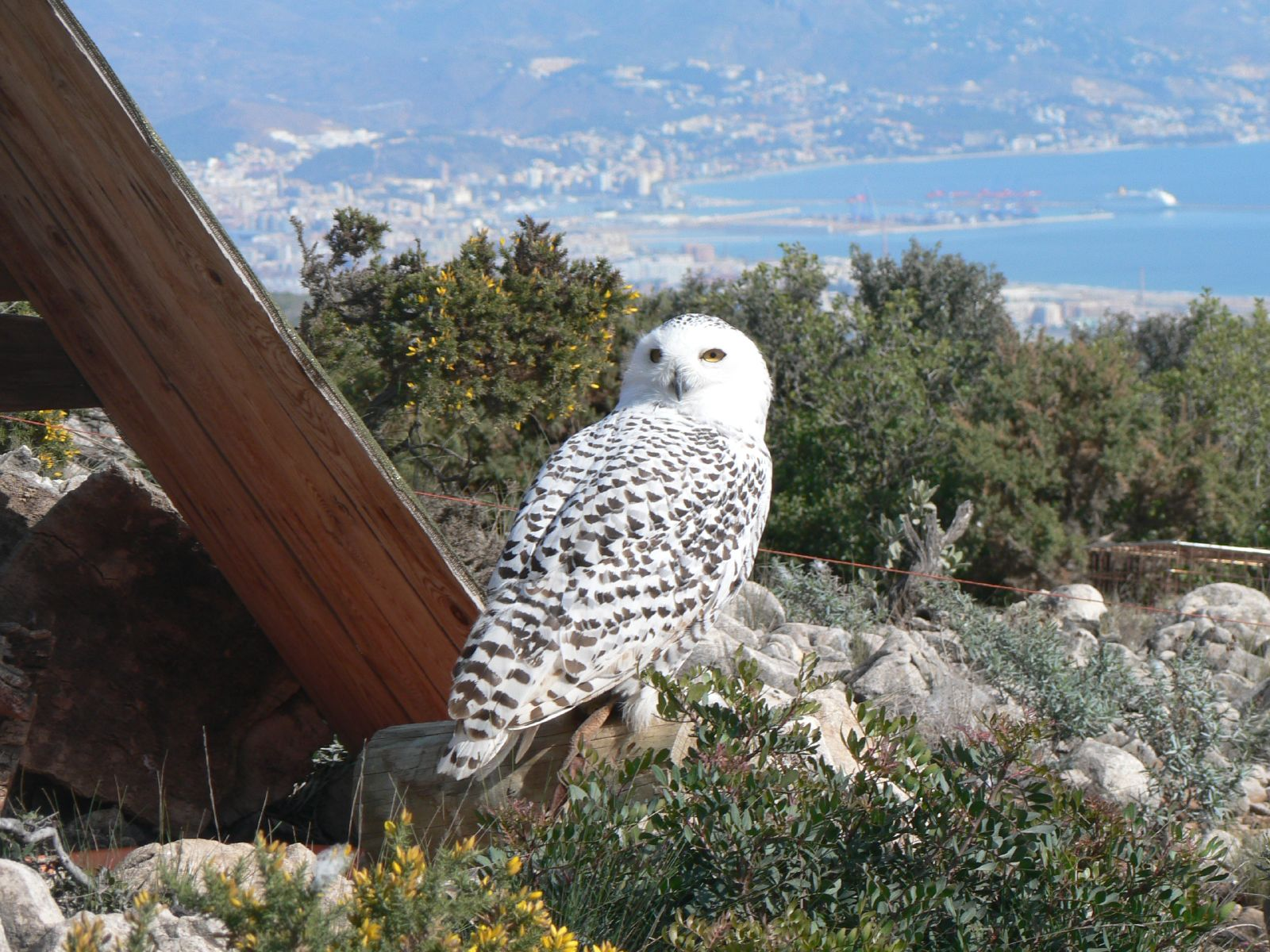
Harfang des neiges (Bubo scandiacus)

- Harfang des neiges (Bubo scandiacus)Chevrotain malais (Tragulus javanicus)
- Argus géant (Argusianus argus)
- Faisan d'Edwards (Lophura edwardsi)
- Vanneau soldat (Vanellus milliers)
- Nicobar à camail (Caloenas nicobarica)
- Goura de Scheepmaker (Goura scheepmakeri)
- Goura couronnée (Goura cristata)
- Martin-chasseur à collier blanc (Todiramphus chloris)
- Étourneau de Rothschild (Leucopsar rothschildi)
- Bulbul orphée (Pycnonotus jocosus)
- Chauve-souris géante d'Inde (Pteropus giganteus)

#### Mine abandonnée
- Python molure (Python molurus)
- Python vert (Morelia viridis)
- Gecko géant de Nouvelle-Calédonie (Rhacodactylus leachianus)

#### Mangrove
- Chromobotia macracanthus
- Poisson-lune argenté (Monodactylus argenteus)
- Toxotes jaculatrix
- Polyodon spathula
- Potamotrygon motoro
- Huso huso
- Acipenser ruthenus
- Acipenser baerii baerii
- Tetraodon nigroviridis
- Fuligule morillon (Aythya fuligula)

### Clairière
- Palmiste africain (Gypohierax angolensis)
- Calao festonné (Aciers undulatus)
- Grand tatou velu (Chaetophractus villosus)
- Pécari à collier (Tayassu tajacu)
- Toucan toco (Ramphastos touche)
- Urubu noir (Coragyps atratus)
- Martin-chasseur géant (Dacelo novaeguineae)
- Loutre cendrée (Aonyx cinerea)
- Porc-épic du Cap (Hystrix africaeaustralis)
- Touraco violet (Musophaga violacea)
- Moufette rayée (Mephitis mephitis)

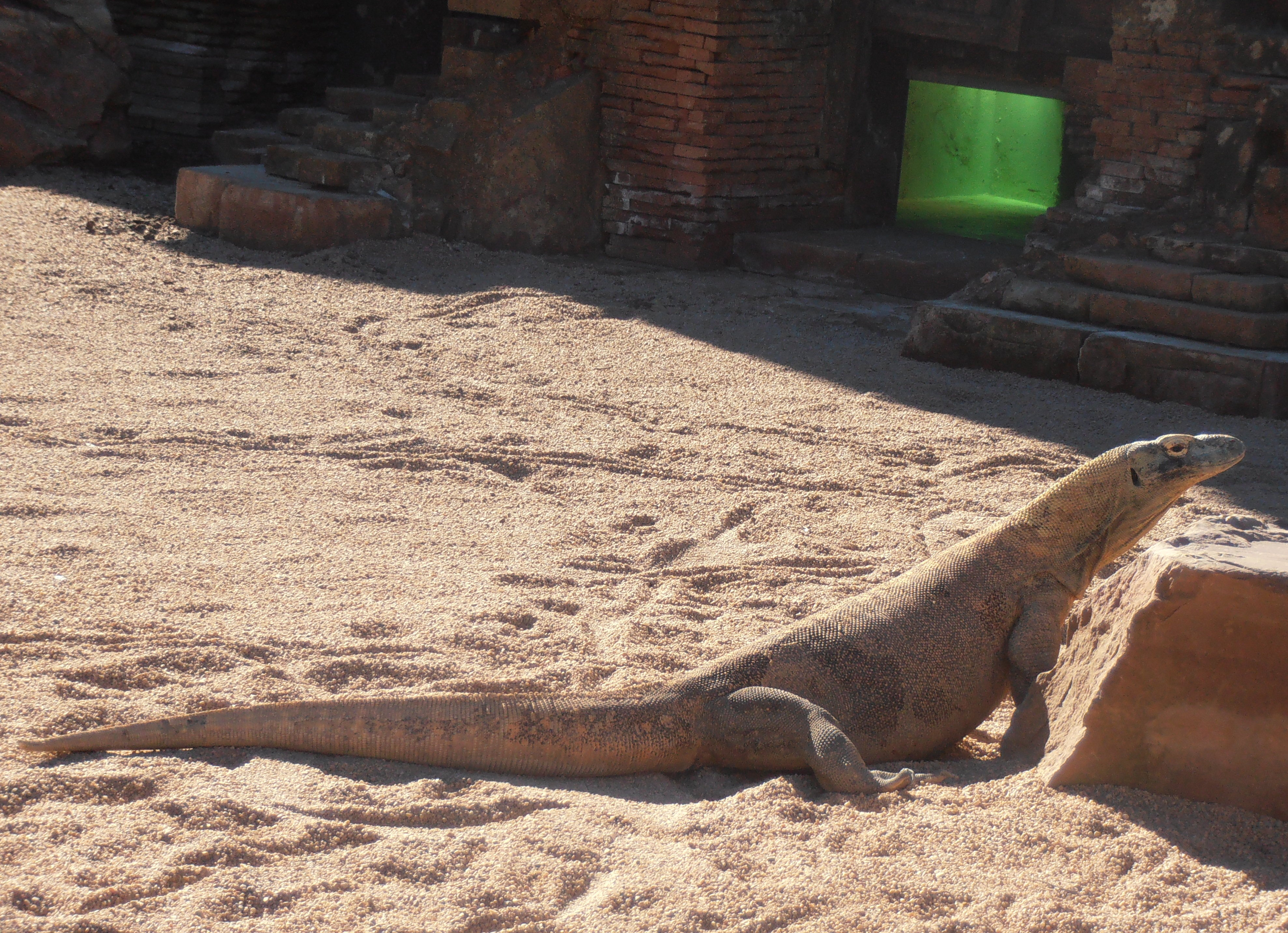
Dragon de Komodo

- Serval (Leptailurus serval)
- Renard roux (Vulpes vulpes)

### Ruines de l'empire Khmer
- Dragon de Komodo ou Varan de Komodo (Varanus komodoensis)
- Cerf du prince Alfred

### Volière des ruines
- Calao rhinocéros
- Geai bleu (Cyanocitta cristata)
- Étourneau de Rothschild

### Temple des tortues
- Tortue géante des Galapagos (Chelonoidis nigra)
- Iguane rhinocéros (Cyclura cornuta)

### Terrariums du temple
- Varan émeraude (Varanus prasinus)
- Varan bigaré (Varanus varius)
- Python réticulé

## Conservation
Membre permanent de l'Association européenne des zoos et aquariums, il s'engage dans la conservation ex situ en participant à des programmes européens pour les espèces menacées (EEP et ESB). Il coordonne le studbook européen dédié au faux-gavial de Malaisie (vulnérable).
Il collabore au sein de cette association dans divers projets de conservation, comme ceux consacrés à la faune de Madagascar, ainsi que d'autres espèces en danger d'extinction comme l'hippopotame nain, le gorille des plaines de l'Ouest, l'orang-outan de Bornéo...
Plusieurs naissances ont eu lieu dans ce parc, dans le cadre de programmes EEP : des gibbons à favoris roux (Nomascus gabriellae) en 2007, des léopards du Sri Lanka (Panthera pardus kotiya) en 2011 ou des hippopotames nains (Choeropsis lieberiensis),.

## Économie et fréquentation
En 2014, il a reçu environ 300 000 visiteurs.